# Caloplaca craggyensis
Caloplaca craggyensis är en lavart som beskrevs av S. Y. Kondr., Elix & Kärnefelt. Caloplaca craggyensis ingår i släktet orangelavar och familjen Teloschistaceae.   Inga underarter finns listade i Catalogue of Life.